# Sihem Bensedrine
Sihem Bensedrine, född 1950, är en tunisisk journalist och människorättsaktivist. Sedan 1980-talet har hon engagerat sig i kampen för yttrandefrihet i Tunisien, och grundat och medverkat i flera tidningar och tidskrifter i landet.

## Biografi
Bensedrine studerade filosofi på universitetet i Toulouse i Frankrike. 1980 blev hon reporter på den oberoende tunisiska tidningen Le Phare, därefter politisk chefredaktör på Maghreb och sedan på Réalités. Hon ledde La Gazette touristique och oppositionstidningen Al-Mawkif, och grundade L'Hebdo touristique. Redan 1980 blev Bensedrine medlem i Ligue tunisienne des droits de l'homme, och hon blev dess ledare 1985. 1979 var hon med och grundade kvinnoföreningen Tahar-Haddad. Hon deltog även vid grundandet av en kvinnokommission inom Tunisiens journalistförbund. Hennes arbete mot tortyr gjorde henne till en måltavla för regimen, vilket bland annat innebar att hennes arbetsgivare pressades att avskeda henne, och att hennes förlag (Arcs och Aloès) drevs i konkurs. Vidare utsattes hon för en förtalskampanj. Från 1991 förhördes varje person som lämnade hennes hem av polisen.
2000 fängslades hon och utsattes för dålig behandling. Året därpå grundade hon tillsammans med Naziha Réjiba tidningen Kalima, där hennes man Omar Mestiri var redaktör. Samma år grundade hon även l'Observatoire pour la liberté de presse, d'édition et de création (Olpec). När myndigheterna förbjöd Kalima att tryckas, gjorde Bensedrine den till en internettidning, som genast förbjöds. Makarna Bensedrine fråntogs sina pass och fängslades, men släpptes efter en månad tack vare yttre tryck. 2008 greps hon och torterades, och 2009 fängslades hon återigen. Först efter Jasminrevolutionen upphörde förtrycket.
I februari 2023 utfärdades ett förbud mot att lämna tunisiskt territorium mot Sihem Bensedrine. Den 1 augusti 2024 arresterades Sihem Bensedrine och fängslades för "komplott mot statens säkerhet".
Bensedrine har mottagit ett flertal priser, bland annat Alison-Des-Forges från Human Rights Watch.